# 1. ŽNL Osječko-baranjska 2014./15.
Prvenstvo je osvojila NK Mursa-Zanatlija Osijek i izborila play-off za Međužupanijsku nogometnu ligu Slavonije i Baranje, gdje u dvomeču s osvajačem 1. ŽNL Vukovarsko-srijemske županije, NK Šokadija Babina Greda, ipak nije uspjela izboriti promociju
Zbog ukidanja Međužupanijske lige Osijek – Vinkovci i prebacivanja 6 klubova u 1. ŽNL Osječko-baranjsku, ove sezone je u 2. ŽNL Osječko-baranjsku ispalo 6 klubova: NK Đurđenovac, NK Bilje, NK Viljevo, NK Motičina Donja Motičina, NK Croatia Velimirovac i NK Kešinci.

## Tablica
| Mj. | Klub                         | Sus. | Pobj. | Nerj. | Por. | GR.   | Bod. |
| --- | ---------------------------- | ---- | ----- | ----- | ---- | ----- | ---- |
| 1.  | NK Mursa-Zanatlija Osijek    | 26   | 18    | 4     | 4    | 73:24 | 58   |
| 2.  | NK Borac Kneževi Vinogradi   | 26   | 16    | 6     | 4    | 81:21 | 54   |
| 3.  | NK Mladost Čeminac           | 26   | 14    | 5     | 7    | 59:30 | 47   |
| 4.  | NK Slavonac Ladimirevci      | 26   | 14    | 5     | 7    | 49:34 | 47   |
| 5.  | NK Tomislav Livana           | 26   | 14    | 2     | 10   | 58:29 | 44   |
| 6.  | NK Radnički Mece             | 26   | 13    | 5     | 8    | 54:30 | 44   |
| 7.  | NK Mladost Đakovačka Satnica | 26   | 12    | 8     | 6    | 43:37 | 44   |
| 8.  | NK Elektra Hypo Limač Osijek | 26   | 12    | 6     | 8    | 56:27 | 42   |
| 9.  | NK Đurđenovac                | 26   | 11    | 2     | 13   | 40:48 | 35   |
| 10. | HNK Bilje                    | 26   | 10    | 1     | 15   | 37:42 | 31   |
| 11. | NK Viljevo                   | 26   | 9     | 2     | 15   | 41:64 | 29   |
| 12. | NK Motičina Donja Motičina   | 26   | 6     | 3     | 17   | 28:61 | 21   |
| 13. | NK Croatia Velimirovac       | 26   | 5     | 4     | 17   | 30:86 | 19   |
| 14. | NK Kešinci                   | 26   | 0     | 3     | 23   | 9:125 | 3    |

## Rezultati
| NK Đurđenovac - NK Mladost Đakovačka Satnica 1:0 NK Elektra Hypo Limač Osijek - NK Motičina Donja Motičina 0:0 NK Kešinci - NK Radnički Mece 0:5 NK Mladost Čeminac - HNK Bilje 4:1 NK Tomislav Livana - NK Mursa-Zanatlija Osijek 2:1 NK Slavonac Ladimirevci - NK Borac Kneževi Vinogradi 2:2 NK Viljevo - NK Croatia Velimirovac 2:1  | NK Viljevo - NK Slavonac Ladimirevci 2:0 NK Borac Kneževi Vinogradi - NK Tomislav Livana 5:1 NK Mursa-Zanatlija Osijek - NK Mladost Čeminac 2:1 HNK Bilje - NK Kešinci 4:0 NK Radnički Mece - NK Elektra Hypo Limač Osijek 2:0 NK Motičina Donja Motičina - NK Đurđenovac 0:1 NK Croatia Velimirovac - NK Mladost Đakovačka Satnica 4:0  | NK Tomislav Livana - NK Viljevo 1:2 NK Mladost Čeminac - NK Borac Kneževi Vinogradi 2:3 NK Kešinci - NK Mursa-Zanatlija Osijek 1:1 NK Elektra Hypo Limač Osijek - HNK Bilje 1:0 NK Đurđenovac - NK Radnički Mece 1:0 NK Mladost Đakovačka Satnica - NK Motičina Donja Motičina 0:3 NK Slavonac Ladimirevci - NK Croatia Velimirovac 4:1 |
| NK Viljevo - NK Mladost Čeminac 1:4 NK Slavonac Ladimirevci - NK Tomislav Livana 2:1 NK Borac Kneževi Vinogradi - NK Kešinci 11:0 NK Mursa-Zanatlija Osijek - NK Elektra Hypo Limač Osijek 3:2 HNK Bilje - NK Đurđenovac 3:1 NK Radnički Mece - NK Mladost Đakovačka Satnica 1:1 NK Croatia Velimirovac - NK Motičina Donja Motičina 2:1 | NK Kešinci - NK Viljevo 1:5 NK Mladost Čeminac - NK Slavonac Ladimirevci 2:1 NK Elektra Hypo Limač Osijek - NK Borac Kneževi Vinogradi 2:3 NK Đurđenovac - NK Mursa-Zanatlija Osijek 1:2 NK Mladost Đakovačka Satnica - HNK Bilje 3:1 NK Motičina Donja Motičina - NK Radnički Mece 0:3 NK Tomislav Livana - NK Croatia Velimirovac 4:0  | NK Viljevo - NK Elektra Hypo Limač Osijek 1:2 NK Slavonac Ladimirevci - NK Kešinci 5:0 NK Tomislav Livana - NK Mladost Čeminac 1:1 NK Borac Kneževi Vinogradi - NK Đurđenovac 2:0 NK Mursa-Zanatlija Osijek - NK Mladost Đakovačka Satnica 6:1 HNK Bilje - NK Motičina Donja Motičina 1:0 NK Croatia Velimirovac - NK Radnički Mece 0:0 |
| NK Đurđenovac - NK Viljevo 4:1 NK Elektra Hypo Limač Osijek - NK Slavonac Ladimirevci 5:0 NK Kešinci - NK Tomislav Livana 0:4 NK Mladost Đakovačka Satnica - NK Borac Kneževi Vinogradi 2:2 NK Motičina Donja Motičina - NK Mursa-Zanatlija Osijek 1:4 NK Radnički Mece - HNK Bilje 4:2 NK Mladost Čeminac - NK Croatia Velimirovac 1:1  | NK Viljevo - NK Mladost Đakovačka Satnica 1:1 NK Slavonac Ladimirevci - NK Đurđenovac 3:0 NK Tomislav Livana - NK Elektra Hypo Limač Osijek 0:0 NK Mladost Čeminac - NK Kešinci 6:0 NK Borac Kneževi Vinogradi - NK Motičina Donja Motičina 7:0 NK Mursa-Zanatlija Osijek - NK Radnički Mece 3:1 NK Croatia Velimirovac - HNK Bilje 2:0  | NK Motičina Donja Motičina - NK Viljevo 1:0 NK Mladost Đakovačka Satnica - NK Slavonac Ladimirevci 1:1 NK Đurđenovac - NK Tomislav Livana 0:2 NK Elektra Hypo Limač Osijek - NK Mladost Čeminac 2:3 NK Radnički Mece - NK Borac Kneževi Vinogradi 0:1 HNK Bilje - NK Mursa-Zanatlija Osijek 1:1 NK Kešinci - NK Croatia Velimirovac 1:1 |
| NK Viljevo - NK Radnički Mece 3:7 NK Slavonac Ladimirevci - NK Motičina Donja Motičina 2:1 NK Tomislav Livana - NK Mladost Đakovačka Satnica 1:2 NK Mladost Čeminac - NK Đurđenovac 5:1 NK Kešinci - NK Elektra Hypo Limač Osijek 1:2 NK Borac Kneževi Vinogradi - HNK Bilje 4:1 NK Croatia Velimirovac - NK Mursa-Zanatlija Osijek 0:3  | HNK Bilje - NK Viljevo 2:0 NK Radnički Mece - NK Slavonac Ladimirevci 1:0 NK Motičina Donja Motičina - NK Tomislav Livana 0:3 NK Mladost Đakovačka Satnica - NK Mladost Čeminac 1:1 NK Đurđenovac - NK Kešinci 1:1 NK Mursa-Zanatlija Osijek - NK Borac Kneževi Vinogradi 2:0 NK Elektra Hypo Limač Osijek - NK Croatia Velimirovac 4:1  | NK Viljevo - NK Mursa-Zanatlija Osijek 0:1 NK Slavonac Ladimirevci - HNK Bilje 2:1 NK Tomislav Livana - NK Radnički Mece 0:1 NK Mladost Čeminac - NK Motičina Donja Motičina 1:0 NK Kešinci - NK Mladost Đakovačka Satnica 1:6 NK Elektra Hypo Limač Osijek - NK Đurđenovac 0:2 NK Croatia Velimirovac - NK Borac Kneževi Vinogradi 0:0 |
| NK Borac Kneževi Vinogradi - NK Viljevo 6:0 NK Mursa-Zanatlija Osijek - NK Slavonac Ladimirevci 5:0 HNK Bilje - NK Tomislav Livana 1:2 NK Radnički Mece - NK Mladost Čeminac 2:1 NK Motičina Donja Motičina - NK Kešinci 6:0 NK Mladost Đakovačka Satnica - NK Elektra Hypo Limač Osijek 2:2 NK Đurđenovac - NK Croatia Velimirovac 5:0  | NK Mladost Đakovačka Satnica - NK Đurđenovac 3:2 NK Motičina Donja Motičina - NK Elektra Hypo Limač Osijek 1:1 NK Radnički Mece - NK Kešinci 4:0 HNK Bilje - NK Mladost Čeminac 0:1 NK Mursa-Zanatlija Osijek - NK Tomislav Livana 2:1 NK Borac Kneževi Vinogradi - NK Slavonac Ladimirevci 1:1 NK Croatia Velimirovac - NK Viljevo 1:2  | NK Slavonac Ladimirevci - NK Viljevo 2:0 NK Tomislav Livana - NK Borac Kneževi Vinogradi 2:1 NK Mladost Čeminac - NK Mursa-Zanatlija Osijek 1:1 NK Kešinci - HNK Bilje 0:1 NK Elektra Hypo Limač Osijek - NK Radnički Mece 1:1 NK Đurđenovac - NK Motičina Donja Motičina 3:0 NK Mladost Đakovačka Satnica - NK Croatia Velimirovac 4:0 |
| NK Viljevo - NK Tomislav Livana 0:3 NK Borac Kneževi Vinogradi - NK Mladost Čeminac 3:1 NK Mursa-Zanatlija Osijek - NK Kešinci 7:0 HNK Bilje - NK Elektra Hypo Limač Osijek 1:0 NK Radnički Mece - NK Đurđenovac 4:0 NK Motičina Donja Motičina - NK Mladost Đakovačka Satnica 0:3 NK Croatia Velimirovac - NK Slavonac Ladimirevci 0:3  | NK Mladost Čeminac - NK Viljevo 1:2 NK Tomislav Livana - NK Slavonac Ladimirevci 0:1 NK Kešinci - NK Borac Kneževi Vinogradi 0:6 NK Elektra Hypo Limač Osijek - NK Mursa-Zanatlija Osijek 3:0 NK Đurđenovac - HNK Bilje 3:1 NK Mladost Đakovačka Satnica - NK Radnički Mece 1:0 NK Motičina Donja Motičina - NK Croatia Velimirovac 3:0  | NK Viljevo - NK Kešinci 7:0 NK Slavonac Ladimirevci - NK Mladost Čeminac 1:0 NK Borac Kneževi Vinogradi - NK Elektra Hypo Limač Osijek 0:0 NK Mursa-Zanatlija Osijek - NK Đurđenovac 1:0 HNK Bilje - NK Mladost Đakovačka Satnica 0:1 NK Radnički Mece - NK Motičina Donja Motičina 5:0 NK Croatia Velimirovac - NK Tomislav Livana 0:3 |
| NK Elektra Hypo Limač Osijek - NK Viljevo 4:0 NK Kešinci - NK Slavonac Ladimirevci 0:7 NK Mladost Čeminac - NK Tomislav Livana 2:1 NK Đurđenovac - NK Borac Kneževi Vinogradi 2:0 NK Mladost Đakovačka Satnica - NK Mursa-Zanatlija Osijek 2:0 NK Motičina Donja Motičina - HNK Bilje 1:3 NK Radnički Mece - NK Croatia Velimirovac 7:1  | NK Viljevo - NK Đurđenovac 2:1 NK Slavonac Ladimirevci - NK Elektra Hypo Limač Osijek 3:1 NK Tomislav Livana - NK Kešinci 5:1 NK Borac Kneževi Vinogradi - NK Mladost Đakovačka Satnica 2:0 NK Mursa-Zanatlija Osijek - NK Motičina Donja Motičina 6:1 HNK Bilje - NK Radnički Mece 0:1 NK Croatia Velimirovac - NK Mladost Čeminac 1:5  | NK Mladost Đakovačka Satnica - NK Viljevo 2:0 NK Đurđenovac - NK Slavonac Ladimirevci 2:2 NK Elektra Hypo Limač Osijek - NK Tomislav Livana 1:0 NK Kešinci - NK Mladost Čeminac 0:3 NK Motičina Donja Motičina - NK Borac Kneževi Vinogradi 1:1 NK Radnički Mece - NK Mursa-Zanatlija Osijek 0:0 HNK Bilje - NK Croatia Velimirovac 5:0 |
| NK Viljevo - NK Motičina Donja Motičina 5:0 NK Slavonac Ladimirevci - NK Mladost Đakovačka Satnica 2:2 NK Tomislav Livana - NK Đurđenovac 5:1 NK Mladost Čeminac - NK Elektra Hypo Limač Osijek 1:3 NK Borac Kneževi Vinogradi - NK Radnički Mece 3:0 NK Mursa-Zanatlija Osijek - HNK Bilje 2:1 NK Croatia Velimirovac - NK Kešinci 7:1  | NK Radnički Mece - NK Viljevo 3:3 NK Motičina Donja Motičina - NK Slavonac Ladimirevci 2:0 NK Mladost Đakovačka Satnica - NK Tomislav Livana 2:1 NK Đurđenovac - NK Mladost Čeminac 0:3 NK Elektra Hypo Limač Osijek - NK Kešinci 10:0 HNK Bilje - NK Borac Kneževi Vinogradi 0:1 NK Mursa-Zanatlija Osijek - NK Croatia Velimirovac 9:1 | NK Viljevo - HNK Bilje 2:4 NK Slavonac Ladimirevci - NK Radnički Mece 3:1 NK Tomislav Livana - NK Motičina Donja Motičina 6:1 NK Mladost Čeminac - NK Mladost Đakovačka Satnica 2:2 NK Kešinci - NK Đurđenovac 1:5 NK Borac Kneževi Vinogradi - NK Mursa-Zanatlija Osijek 1:2 NK Croatia Velimirovac - NK Elektra Hypo Limač Osijek 0:6 |
| NK Mursa-Zanatlija Osijek - NK Viljevo 8:0 HNK Bilje - NK Slavonac Ladimirevci 2:0 NK Radnički Mece - NK Tomislav Livana 1:3 NK Motičina Donja Motičina - NK Mladost Čeminac 0:4 NK Mladost Đakovačka Satnica - NK Kešinci 1:0 NK Đurđenovac - NK Elektra Hypo Limač Osijek 2:1 NK Borac Kneževi Vinogradi - NK Croatia Velimirovac 12:0 | NK Viljevo - NK Borac Kneževi Vinogradi 0:4 NK Slavonac Ladimirevci - NK Mursa-Zanatlija Osijek 2:1 NK Tomislav Livana - HNK Bilje 6:1 NK Mladost Čeminac - NK Radnički Mece 3:0 NK Kešinci - NK Motičina Donja Motičina 0:5 NK Elektra Hypo Limač Osijek - NK Mladost Đakovačka Satnica 3:0 NK Croatia Velimirovac - NK Đurđenovac 6:1  | |

## Play-off za Međužupanijsku ligu Slavonije i Baranje
NK Mursa-Zanatlija Osijek – NK Šokadija Babina Greda 1:1 

NK Šokadija Babina Greda - NK Mursa-Zanatlija Osijek 1:0
U viši rang se plasirala NK Šokadija Babina Greda.